# ひまわり号 (川里町)
ひまわり号（ひまわりごう）とは、かつて埼玉県北埼玉郡川里町が運行していたコミュニティバスの愛称である。正式名称は川里町内循環バス。
1994年に運行開始、鴻巣市との合併前の2005年に廃止された。なお、鴻巣市では2002年からコミュニティバス「フラワー号 」を運行開始している。
運行形態は自家用有償旅客運送（旧80条バス）で、町が保有する白ナンバーの自家用バスを使用していた。車体色は共同観光のカラーリングに似ていた。
主なバス停留所は、宮殿様前、屈巣保育所前、町役場など。主な利用者は高齢者であった。

## 沿革
- 1994年 - 川里町内循環バス「ひまわり号」として運行開始。
- 2001年4月1日 - 予約制の「公共施設等無料巡回車」として運行形態を変更、これに伴い専用車両もワゴン車に変更される。
- 2005年4月 - 利用者の減少に伴い、廃止。